# 1995 WY6
1995 WY6 är en asteroid i huvudbältet som upptäcktes den 18 november 1995 av de båda japanska astronomerna Seiji Ueda och Hiroshi Kaneda i Kushiro.
Asteroiden har en diameter på ungefär 29 kilometer och den tillhör asteroidgruppen Eos.